# La furia dei barbari
La furia dei barbari è un film del 1960 diretto da Guido Malatesta.

## Trama
È l'anno 568, e Kovo, capo del villaggio barbaro di Ruter, violenta ed uccide la moglie di Toryok, capo del villaggio di Nyssia. Dopo l'efferato delitto Kovo fugge al seguito della spedizione longobarda in Italia di Alboino. Due anni dopo, in primavera, mentre il fratello di Toryok festeggia le sue nozze e lo stesso Toryok non riesce a superare il lutto per la sposa amata e la rabbia e la sete di vendetta, Kovo fa ritorno dall'Italia, portando con sé la sua nuova sposa, di origine veronese di nome Lianora, e con un seguito di alleati longobardi. Pronto per la vendetta, dopo ripetute richieste di avere giustizia, assedia il villaggio di Ruta e lo distrugge. Per rappresaglia Kovo assedia Nyssia. Terrorizzata per aver scoperto la natura violenta e malvagia di Kovo, la sua sposa Lianora si discosta da lui e, durante un'incursione da parte di Toryok nell'accampamento nemico, viene rapita da quest'ultimo con il suo consenso e fatta prigioniera. L'assedio di Kovo viene intanto respinto ma a caro prezzo: il fratello, sua cognata e la madre di Toryok cadono tutti durante la difesa del villaggio. Ancor di più accecato dalla rabbia, Toryok sfida a duello aperto Kovo, minacciando di uccidere Lianora. Nel duello Kovo muore ed i suoi alleati longobardi fuggono, lasciando soli Toryok e Lianora che nel frattempo si sono innamorati l'uno dell'altra.

## Produzione
Gli interni sono stati girati negli stabilimenti Interstudio di Grottaferrata, mentre parte degli esterni sono stati girati a Zagabria.
Durante la lavorazione fu pubblicizzato come Toriok furia dei barbari.

## Distribuzione
Il film fu distribuito in Italia nell'autunno del 1960.
Negli Stati Uniti fu distribuito dalla Columbia Pictures col titolo Fury of the Pagans. La traduzione di "barbari" in "pagani" rifletteva un radicato stereotipo nelle distribuzioni di pellicole del genere, cioè l'accomunare la definizione "barbaro", che ha poco in comune con la religione, alle credenze pagane.

## Accoglienza

### Incassi
Il film guadagnò al botteghino 409 milioni di lire.

### Critica
(Leo Pestelli)